# Virginia Stablum
Virginia Stablum (sinh ngày 17 tháng 2 năm 1998) là một người mẫu và hoa hậu người Ý đã đăng quang cuộc thi Hoa hậu Hoàn vũ Ý 2022. Cô sẽ đại diện cho Ý tại cuộc thi Hoa hậu Hoàn vũ 2022.

## Tiểu sử
Stablum sinh ra và lớn lên ở Trento, Trentino-Nam Tirol. Cô tốt nghiệp một trường trung học chuyên biệt và cô bắt đầu theo học ngành khoa học truyền thông tại Đại học Verona ở Verona.

## Cuộc sống cá nhân
Stablum xuất hiện trong chương trình hẹn hò Uomini e donne, nơi cô gặp Nicolo Brigante. Trước chương trình, cô đã hẹn hò với Ignazio Moser. Vào tháng 7 năm 2018, anh hẹn hò với Daniele Carretta.

## Cuộc thi sắc đẹp

### Hoa hậu Thế giới Ý 2017
Vào ngày 11 tháng 6 năm 2017, Stablum đã cạnh tranh với 50 ứng cử viên khác tại Hoa hậu Thế giới Ý 2017 tại Teatro de Roma ở Gallipoli. Cô lọt vào Top 5 và giành giải Miss Mondo Cover Girl 2017.

### Hoa hậu Hoàn vũ Ý 2022
Vào ngày 18 tháng 9 năm 2022, Stablum đại diện cho Trentino-Nam Tirol trong cuộc thi Hoa hậu Hoàn vũ Ý 2022 được tổ chức tại Lo Smeraldo Ricevimenti di Lusso ở Puglia, nơi cô đã giành được danh hiệu và kế vị là Caterina Di Fuccia.

### Hoa hậu Hoàn vũ 2022
Stablum sẽ đại diện cho Ý tại Hoa hậu Hoàn vũ 2022.